# Igreja Católica em São Tomé e Príncipe
A Igreja Católica em São Tomé e Príncipe é parte da Igreja Católica universal, em comunhão com a liderança espiritual do Papa, em Roma, e da Santa Sé. Este é considerado um dos países africanos mais estáveis e democráticos. O legado português é visível na sociedade, que combina influências africanas e europeias. Alguns cidadãos, tanto cristãos, quanto muçulmanos, incorporam características de crenças nativas africanas. Como consequência desta mistura de culturas, muitos católicos celebram cuidadosamente os rituais católicos dos batismos e funerais, mas não há a mesma adesão a outros sacramentos. Também são organizados festivais religiosos em honra aos santos padroeiros das vilas e paróquias e as pessoas viajam para participar dessas celebrações.

## História

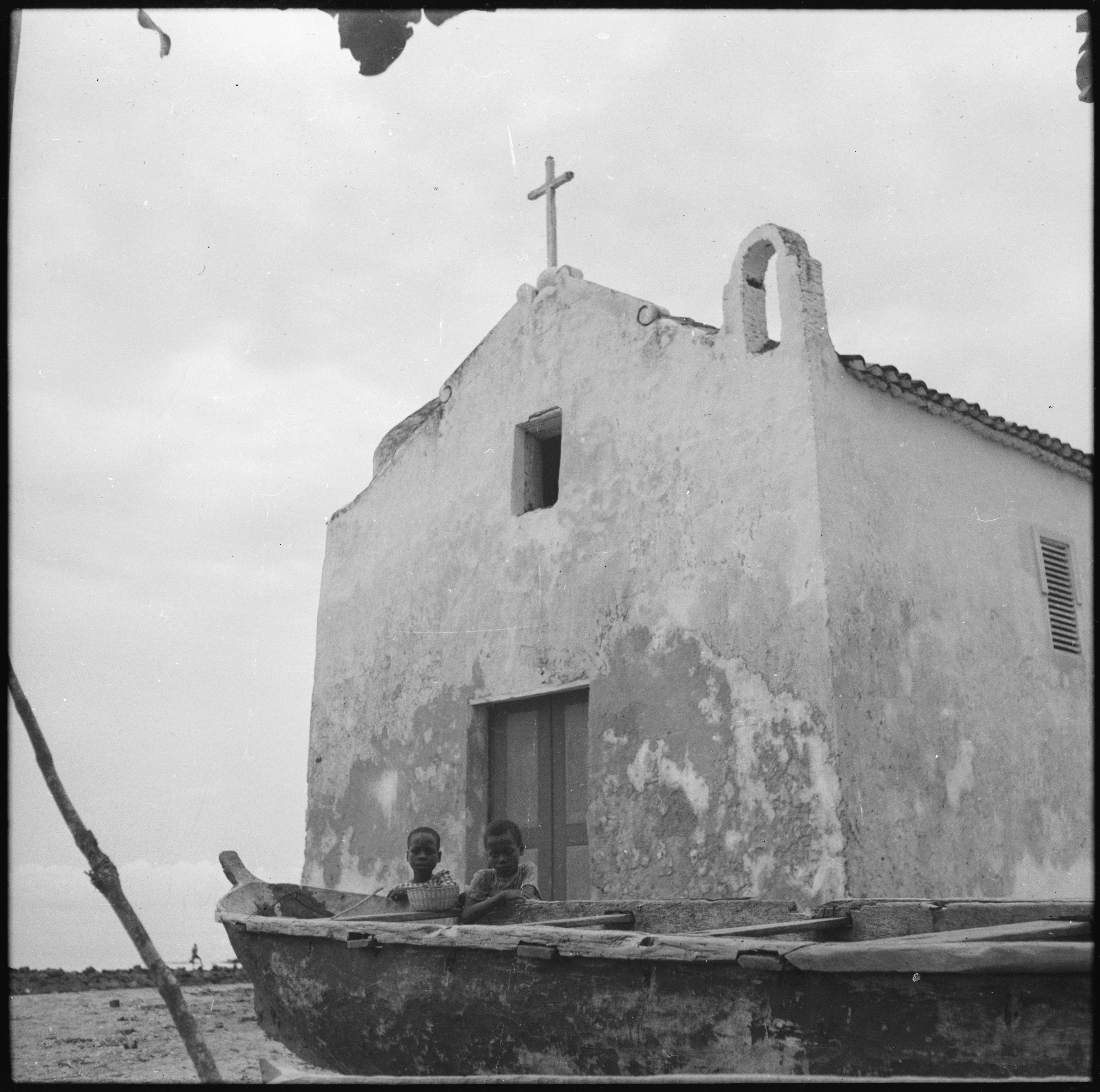
Igreja católica em São Tomé e Príncipe, durante a década de 1940.

As ilhas foram descobertas pelos portugueses por volta do ano 1471, e missionários rapidamente chegaram para evangelizar a região. Em 1535, a ilha de São Tomé tornou-se sede de uma diocese própria, separando-se da Diocese da Madeira, e com jurisdição que se estendia até o Congo e Angola, aumentando a expansão da fé católica na região. Em 1597, já havia uma catedral e sete paróquias; e em Príncipe uma única igreja. Além do crescimento das plantações de cacau e café, as ilhas rapidamente se tornaram um importante centro de transporte de escravos africanos, criando um ambiente difícil para a Igreja. Além disso, a agressão estrangeira, o êxodo de muitos habitantes e a construção de jurisdições eclesiásticas separadas no continente fizeram com que a Igreja perdesse importância ao longo dos próximos séculos, e o último bispo residente até então, Bartolomeu dos Mártires, morreu em 1816. Apesar da diminuição do comércio de escravos em meados da década de 1700, os poucos padres enviados de Portugal não puderam conter o declínio, que continuou até o século XIX. Finalmente, em 1927, os padres claretianos foram encarregados das duas ilhas.

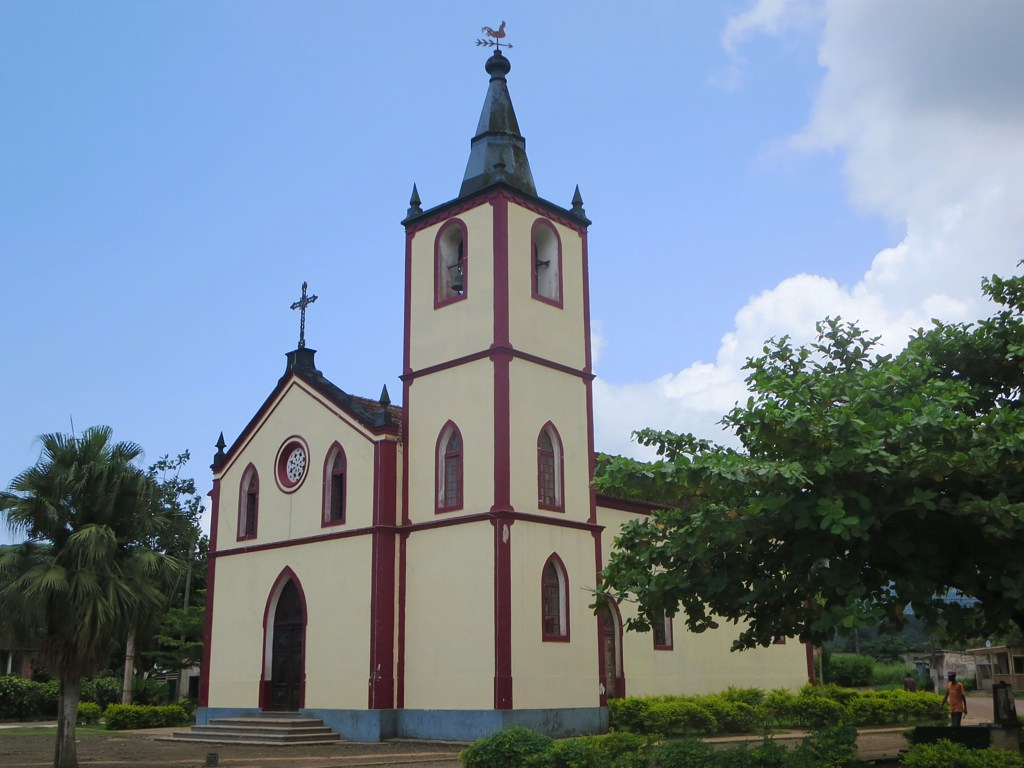
Igreja de Nossa Senhora da Conceição.

Em resposta à pobreza da região, que resultou em uma dívida externa igual a 283% do produto nacional bruto do país, em 1999 a Conferência Episcopal Italiana doou dinheiro para facilitar a dívida e reinvestir na economia de São Tomé.

## Atualmente
Em 2000, havia 12 paróquias atendidas por 12 padres claretianos, assistidos em seus ministérios por três irmãos e aproximadamente 40 irmãs. O protestantismo tem crescido consideravelmente nos últimos anos devido a atividades missionárias, assim como o número de muçulmanos, devido à entrada de imigrantes ilegais vindos de países próximos, como Nigéria e Camarões. Apesar da grande influência dos costumes católicos na sociedade, o único feriado nacional de cunho religioso de São Tomé e Príncipe é o dia de Natal.

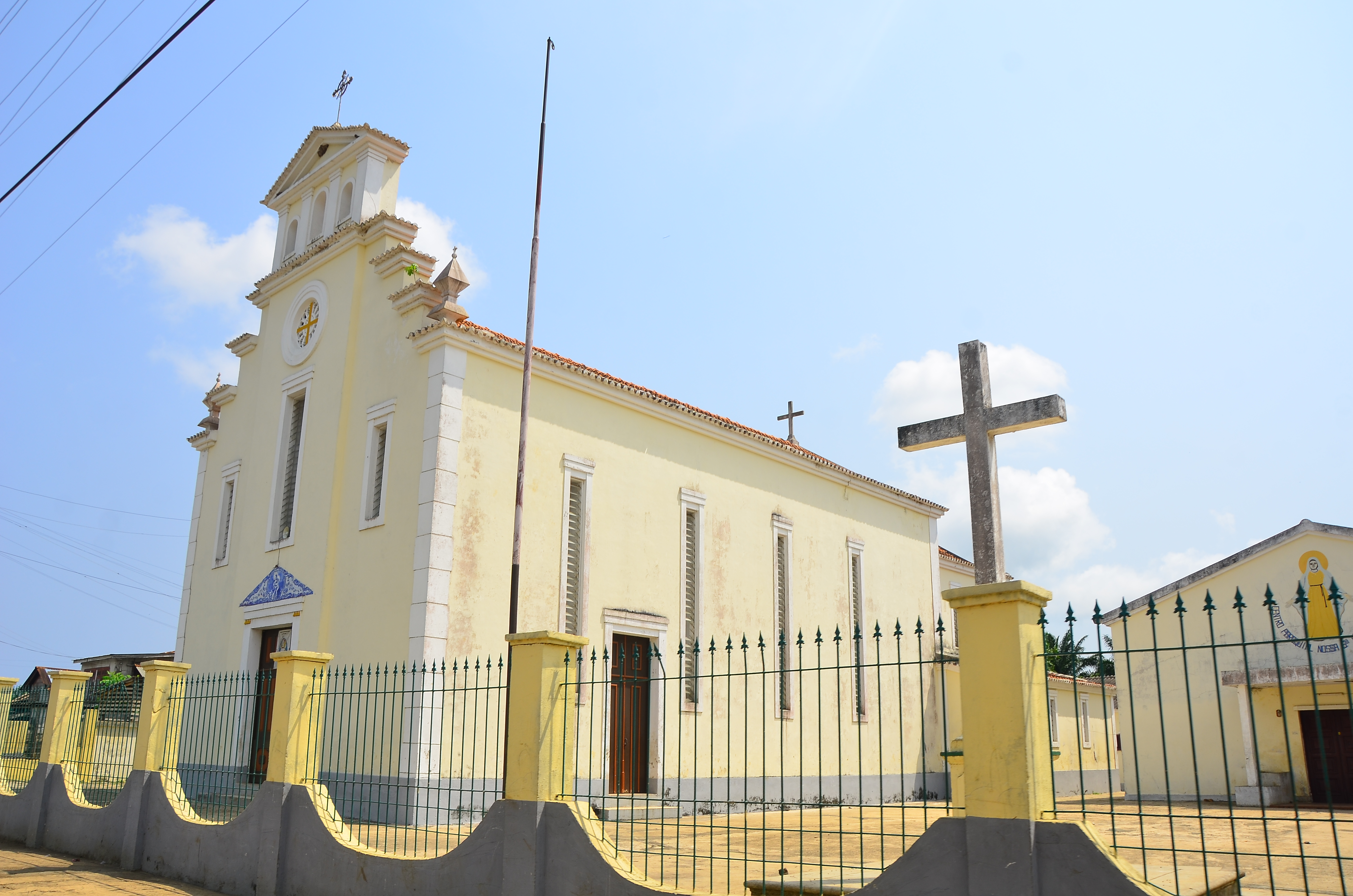
Paróquia Nossa Senhora de Guadalupe.

Em 3 de novembro de 2019 a Diocese de São Tomé e Príncipe comemorou seus 485 anos de existência, e todas as paróquias do território desenvolveram diversas atividades, que se findaram com uma missa de ação de graças na Catedral de São Tomé. O frei Julio Candeeiro, atuante no país, que a Igreja Católica tem tido pouca abertura no país por parte do Governo, mas apesar "a Igreja deve fazer o seu papel".
A Igreja Católica santomense costuma também ser dinâmica, a exemplo de uma jornada organizada pela juventude católica, na festa do Cristo Rei, no fim de 2019. O colaborador do Secretariado da Juventude, Vicente Cruz, disse que o objetivo do encontro foi "munir os jovens de conhecimento de modo a estarem preparados para os desafios que a sociedade santomense lhes coloca". O evento foi realizado na comunidade de Nossa Senhora do Carmo, pertencente à paróquia Nossa Senhora de Guadalupe, em Agostinho Neto, Lobata, no norte do país.

## Organização territorial
O catolicismo está presente no país com uma única diocese, a Diocese de São Tomé e Príncipe, que abrange todo o território do país.

## Conferência Episcopal
A reunião dos bispos são-tomenses e angolanos forma a Conferência Episcopal de Angola e São Tomé, que foi criada em 1967.

## Nunciatura Apostólica
A Nunciatura Apostólica de São Tomé e Príncipe foi criada em 1985.

## Visitas papais
O país foi visitado pelo Papa São João Paulo II em 1992, durante os dias 6 e 7 de junho, juntamente com Angola. O Pontífice lembrou o passado de São Tomé ao abordar a instituição da escravidão como uma "ofensa cruel" à dignidade do povo africano.